# SN 2009gj
SN 2009gj是2009年6月20日由新西兰天文爱好者斯图亚特·帕克（Stuart Parker）发现的超新星，位于玉夫座的星系NGC 134。SN 2009gj在发现后的最高视星等为15.9。